# Renfe

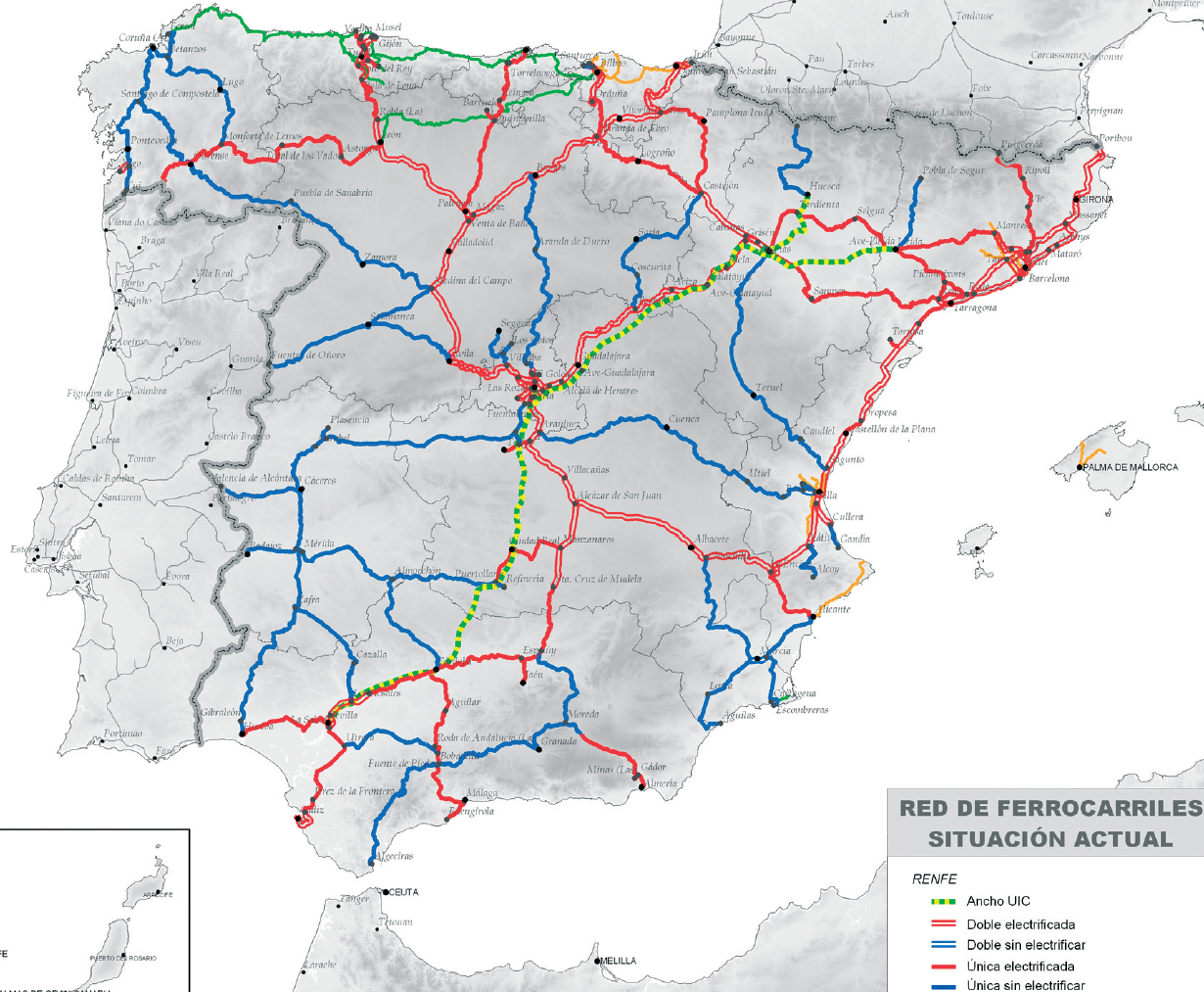
Карта іспанської залізничної мережі

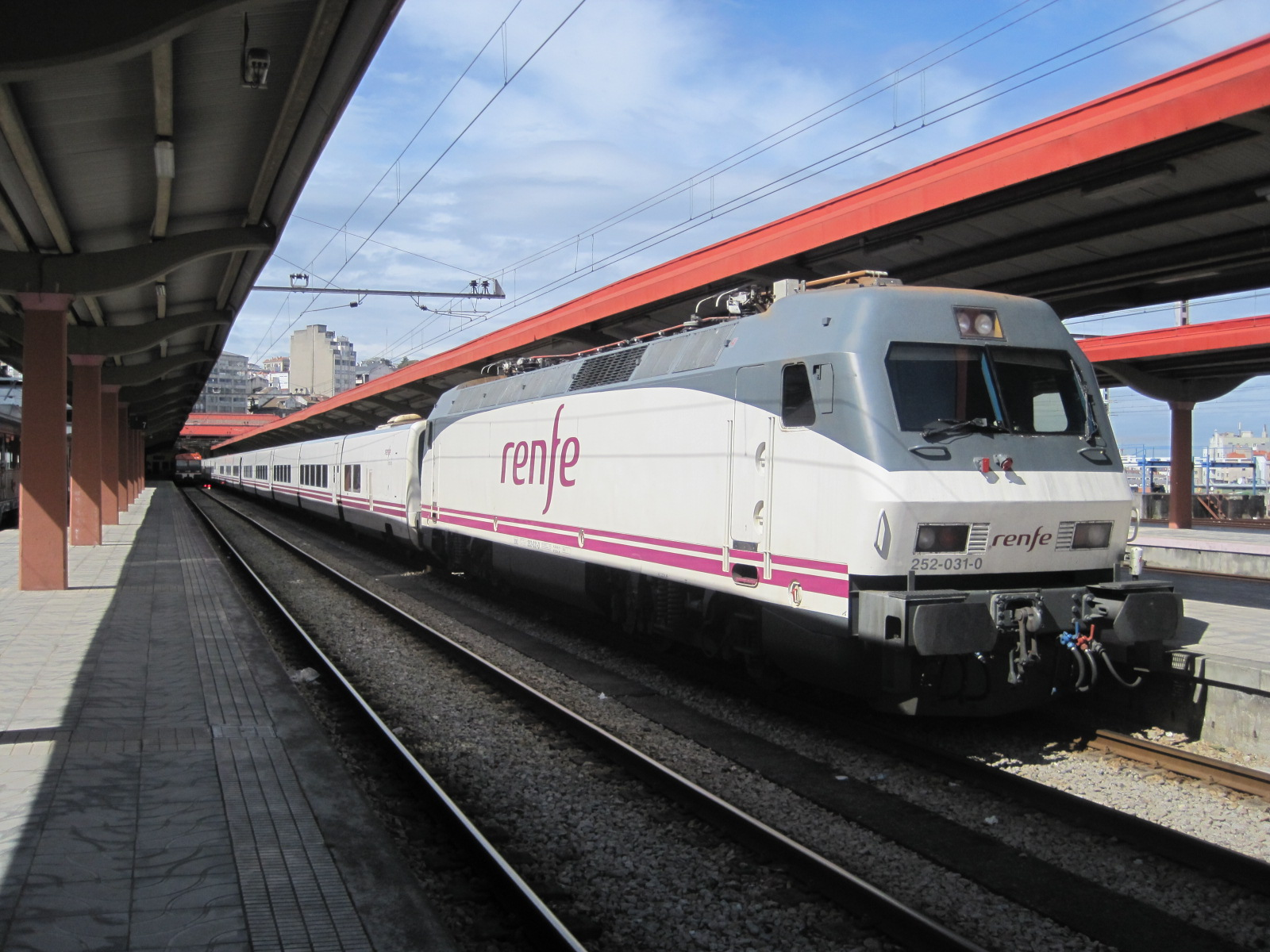
Потяг зі спальними вагонами Віго — Барселона

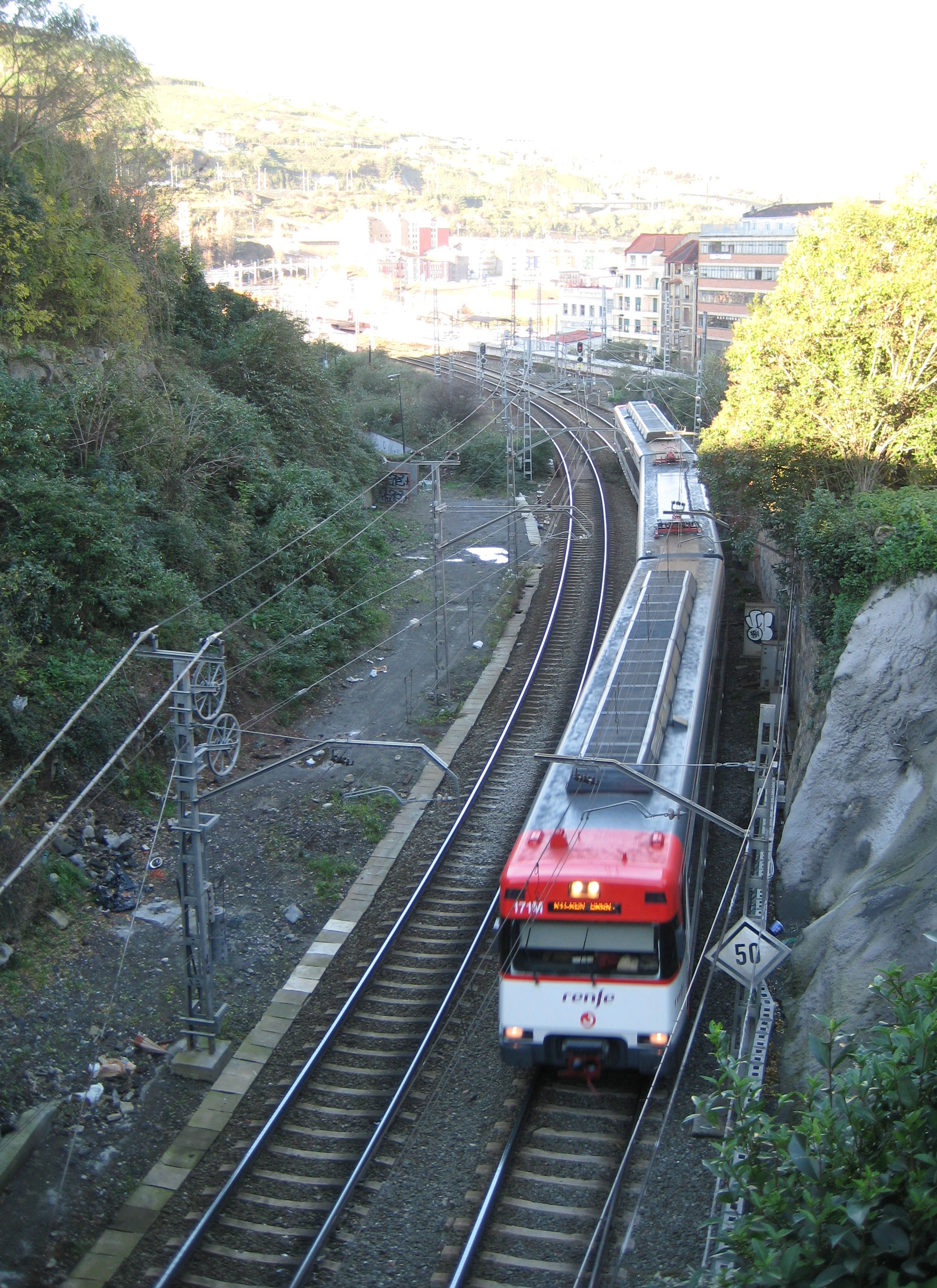
Renfe 446 EMU в Більбао

Renfe (ісп. Renfe Operadora) — державна залізнична мережа Іспанії.
Протяжність мережі 15 000 км. Більша частина з них — з широкою колією (1668 мм), яка є ширшою від Української (1520 мм) і Європейської (1435 мм). Частина мережі, високошвидкісна залізниця AVE, яка має стандартну європейську ширину колії.

## Історія
Компанія була утворена 24 січня 1941 одночасно з націоналізацією іспанських залізниць. Для створення конкурентоспроможного ринку перевезень 1 січня 2005 року RENFE розділена на агентство з управління інфраструктурою (вокзали, шлях, сигналізація та інше) (ADIF) і компанію-оператор RENFE (ісп. Renfe Operadora), яка здійснює вантажні та пасажирські перевезення.
Закон "Про залізничний сектор" 2003 року відокремив управління, утримання та будівництво залізничної інфраструктури від експлуатації поїздів. За перший вид діяльності тепер відповідає Адміністрація інфраструктури залізниць (ADIF), правонаступник RENFE, в той час як новостворена компанія Renfe-Operadora (комерційна назва "Renfe Operadora" або просто "Renfe") володіє рухомим складом і залишається відповідальною за планування, маркетинг та експлуатацію пасажирських та вантажних перевезень (хоча більше не є юридичною монополією).